# Arbeiders Vereeniging Voor Lijkverbranding
De Arbeidersvereeniging voor lijkverbranding (AVVL) was een Nederlandse uitvaartorganisatie, gericht op crematies. De AVVL werd opgericht in 1919. 

## Ontstaan
In het begin van de 20ste eeuw vonden er in Nederland sporadisch crematies plaats. Crematies waren bij wet verboden en het cremeren werd veelal op religieuze gronden afgewezen.
Door een maas in de wet - crematie was strafbaar, maar er stond niet nader aangegeven wie er in zo'n geval dan strafbaar was - werd er echter wel degelijk gecremeerd. Zo was er bij begraafplaats Westerveld in Driehuis een crematorium (op dat moment het enige van Nederland; gebouwd door de Vereniging voor Facultatieve Lijkverbranding), en werd er ook wel uitgeweken naar het buitenland. Het transport van een lichaam naar dergelijke oorden was voor de minder bedeelden echter onbetaalbaar.  Dankzij de AVVL konden arbeiders zich voortaan verzekeren van een crematie. Verder had de AVVL de missie om de dood en de invulling van de uitvaart meer bespreekbaar te maken.

## Fusie
Op 17 juni 2001 fuseerde  de AVVL met de Nederlandse Uitvaart en Verzekeringsassociatie (NUVA) tot Yarden.